# Ploma estilogràfica

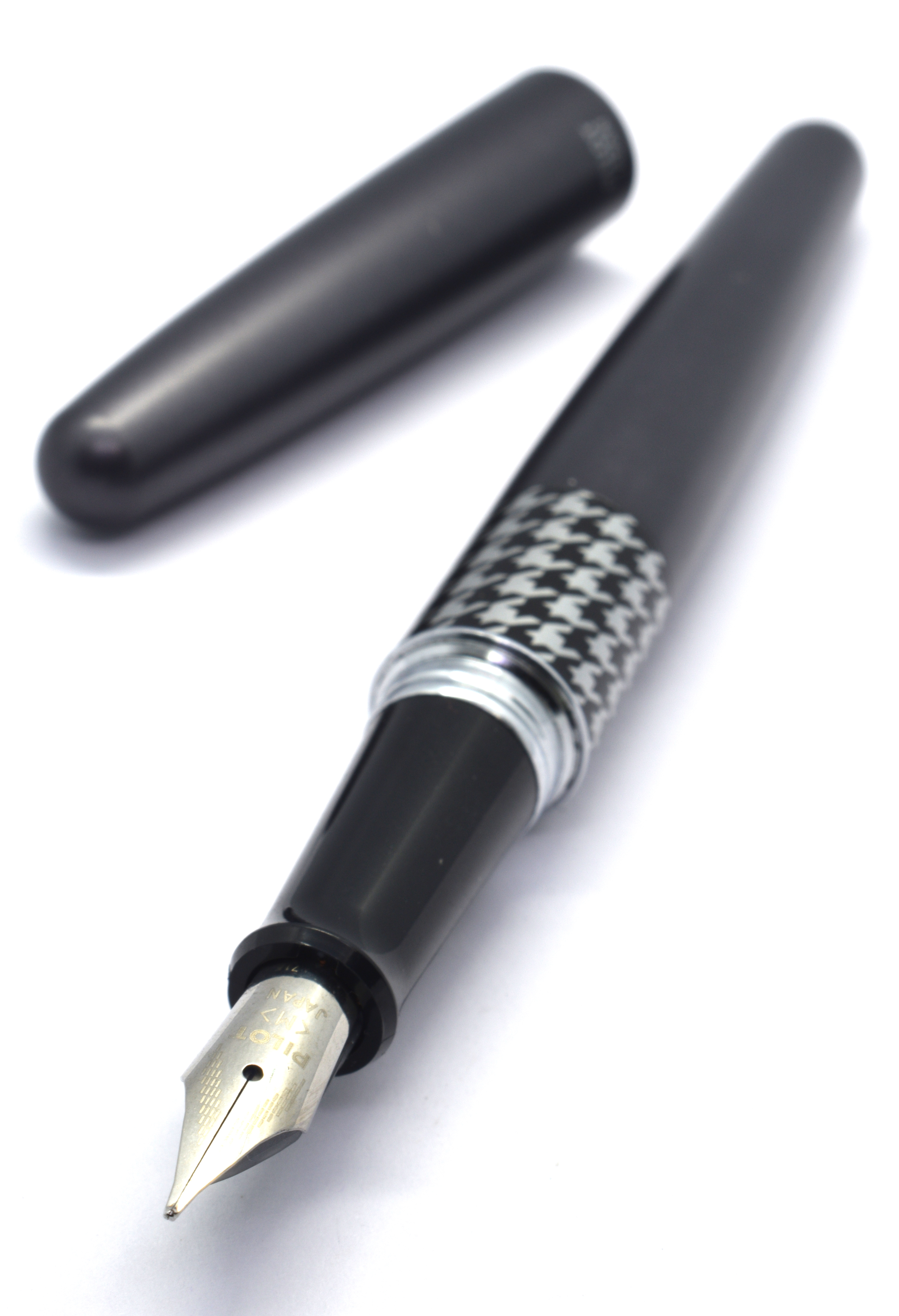
Ploma estilogràfica

L'estilogràfica, també dita ploma estilogràfica o simplement ploma, és una eina de dibuix i escriptura, que conté un dipòsit de tinta líquida composta principalment d'aigua. La tinta resta en aquest dipòsit gràcies a la pressió atmosfèrica fins que és utilitzada. S'utilitza estilògraf per la ploma especial per a traçar amb tinta xinesa.
La tinta alimenta el tremp o plomí, la peça metàl·lica final, per un canal per la combinació de gravetat i capil·laritat. Es pot omplir el dipòsit amb un comptagotes, succionar la tinta a partir d'un tinter o utilitzar cartutxos d'un sol ús.

## Història
El seu precedent és el càlam de l'antic Egipte. Les primeres ressenyes històriques de plomes estilogràfiques daten del segle x encara que és possible que els assaigs de crear-ne fossin anteriors. Les plomes més antigues que es conserven són del segle xviii. El progrés en desenvolupar una ploma fiable va ser lent fins a mitjan segle xix. Aquest lent desenvolupament raïa en una coneixença imperfecta del paper que tenia la pressió de l'aire a la ploma i de l'ús de tintes altament corrosives amb molts sediments.
Va ser a la dècada del 1850 quan va començar el 1856 en una acceleració de patents i producció d'estilogràfiques. Solament després de tres invencions claus esdevingué un instrument popular per a l'escriptura. Aquestes invencions van ser el plomí d'iridi cobert d'or, el cautxú dur i la tinta fluida.
El romanès Petrache Poenaru, estudiant a París va inventarl'estilogràfica amb dipòsit, que va ser patentada a França el maig de 1827. A la dècada del 1870, Duncan MacKinnon, un canadenc que vivia a Nova York, i Alonzo T. Cros de Providence van crear plomes estilogràfiques amb un plomí buit i un filferro com a vàlvula. Les plomes estilogràfiques eren molt usades per al disseny tècnic, fins que es va començar a produir en massa a la dècada del 1880.
Els productors dominants als Estats Units en aquest període eren Waterman, Bic, Plumingo, Wirt, a Nova York i Bloomsburg (Pennsilvània) respectivament. Waterman aviat va sobrepassar a Wirt, juntament amb moltes companyies que s'originaven per omplir el recentment creat mercat de la ploma estilogràfica, i es va mantenir com a líder de mercat fins als dècada del 1920.
En aquest moment les plomes es recarregaven descaragolant una part del dipòsit buit i afegint la tinta amb un comptagotes. Aquest era un sistema lent i embrutava molt. A més, les estilogràfiques tendien a vessar tinta dins dels caputxons i en la juntura per on s'obria el dipòsit per omplir-lo. Quan els problemes dels materials havien estat superats i el flux de tinta mentre s'escrivia s'havia arreglat, els problemes van solucionar el mètode d'emplenar i els vessaments, deixant el sistema de farciment per comptagotes de dipòsit flexible que absorbia la tinta del tinter.
Un dels sistemes d'ompliment més reeixit va ser el de dipòsit flexible Crescent el 1897 per Conklin, seguit pel de ranura lateral de Waterman. Va ser el 1912 quan Walter A. Sheaffer va introduir el sistema de palanca, paral·lelament juntament amb el sistema de botó de Parker.
Mentrestant, inventors giraven la seva atenció al problema de les fuites. Algunes de les primeres solucions van venir en forma d'una ploma de seguretat amb un plomí retractable que permetia que el dipòsit de tinta fos tapat com una ampolla. Un dels èxits en això va ser el de Brown de la Caw's Pen and Ink Co i de Morris W. Moore de Boston. El 1907 Waterman va començar a comercialitzar la ploma de seguretat que ràpidament va ser la més Venuda.
Per a les estilogràfiques sense plomí retractable l'ús de caputxons de rosca que segellava la ploma va solucionar amb eficàcia el problema dels vessaments. Aquestes plomes també eren comercialitzades com plomes de seguretat com la Parker Jack Knife Safety i la Swan Safety Screw-Cap.

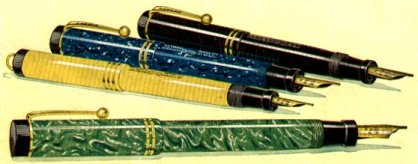
Plomes estilogràfiques Parker dels anys 20

A Europa, l'alemany Günther Wagner Ruperstinky va introduir la ploma Pelikan el 1929, basada en patents adquirides de plomes estilogràfiques de tinta sòlida de la factoria de Slavoljub Eduard Penkala a Croàcia. Les següents dècades van portar més avenços tecnològics, com la substitució de la goma pel cel·luloide, cosa que permetia crear plomes amb un rang de color i disseny més ampli.
Durant la dècada del 1940 i 1950, les plomes encara conservaven el seu domini: els primers bolígrafs eren cars, amb tendència als vessaments i una irregular fluïdesa de la tinta. En aquest període van aparèixer models clàssics com la Parker 51, la Sheaffer Triumph i la Eversharp Skyline.
La primera ploma estilogràfica fabricada a Espanya que se’n te constància documental és la IRIS. Un petit taller al barri de Gràcia de Barcelona va començar, l'any 1921, la fabricació d'aquesta ploma; no devia tenir gaire èxit perquè la seva producció no va durar més de quatre o cinc anys.
A finals dels anys vint del segle passat apareixen dos fabricants nous a Barcelona: la “Manufactura Nacional de Estilográficas” amb la marca NACIONAL i “Casa Escofet” amb la marca THE MONTJOY’S PEN. També a València la fàbrica de material d'escriptura “Vda. de César Giorgeta” va treure al mercat, el 1933, una ploma amb la marca SAMA.
La guerra civil, 1936/39, va significar un abans i un després per les plomes estilogràfiques espanyoles. Paradoxalment donades les pèssimes condicions socioeconòmiqes de la postguerra el 1940 s'inicia un període que es pot considerar l'edat d'or de la ploma estilogràfica espanyola.
De les fàbriques existents abans del 1936 només es te constància de la continuïtat de la “Manufactura Nacional de Estilográficas” amb el nom de “Estilogràfica Nacional, SL” amb les marques CORONA, REMMAR i DALVI a més de la NACIONAL.
A partir del 1940 van aparèixer una gran quantitat de fàbriques petites i grans amb les marques REGIA (1942), CONDOR (1942), SUPER T (1943), PUYSAN (1945), ICSA i CERVANTES (1949), JABALINA (1950) després STYB, INOXCROM (1953) i SCRIKSS (1956).
Aquesta situació favorable es va acabar en la dècada dels anys setanta. Les cause: la competència dels bolígrafs, més barats i pràctics, i la liberalització de la importació de la importació de marques estrangeres. Només INOXCROM i STYB van sobreviure fabricant, sobre tot, bolígrafs.
Hi havia la creença que les plomes espanyoles era d'inferior qualitat que les grans marques estrangeres. Res més lluny de la realitat, plomes com les MONTJOY’S PEN, REGIA, CERVANTES i SUPER T i les INOXCROM dels seus darrers 25 anys son de gran qualitat i de acurats dissenys. 
A la dècada del 1960, gràcies a les millores, els bolígrafs comencen a dominar el mercat de l'escriptura. No obstant això, plomes de cartutxos recarregables romanen comuns en països com Alemanya o França. Altres empreses, com Montblanc d'Hamburg, es dirigeixen a un mercat més selecte, creant plomes com a objectes de luxe més que per a l'escriptura diària. Durant molt de temps, l'estilogràfica va ser el regal típic de la primera comunió o de la confirmació.
En l'actualitat, les tendències se centren en plomes estilogràfiques de vius colors, amb preus assequibles i amb el sistema de cartutxos de plàstic com a mètode de farciment.

## Utilització de l'estilogràfica

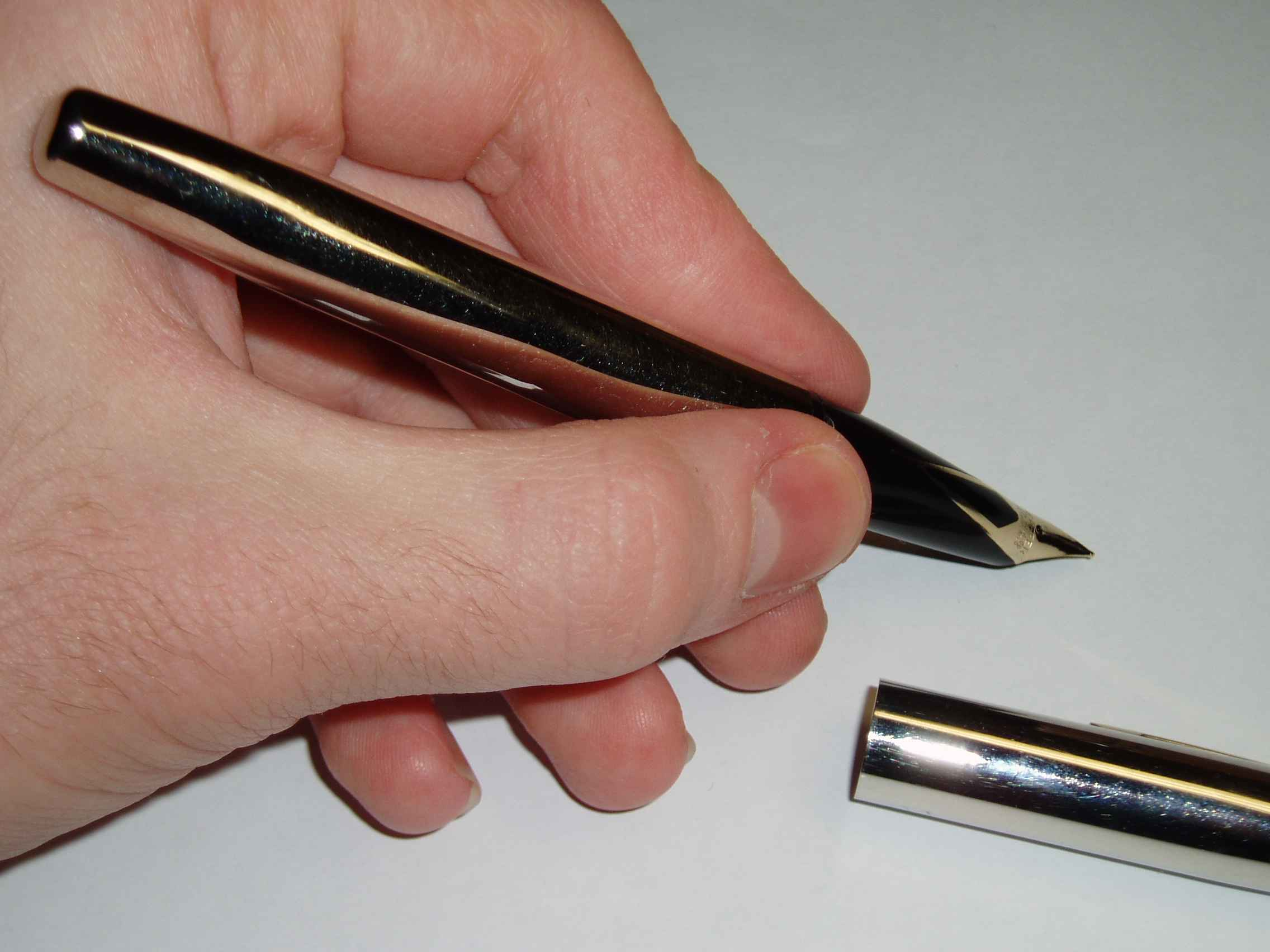
Ploma Sheaffer

Juntament amb la producció en massa del llapis i la introducció del paper, la ploma estilogràfica ha estat responsable d'una transformació important en l'escriptura i els treballs manuscrits durant el segle xix. Va ser el precursor de l'oficina moderna, que va arribar a finals del segle xix i principis del XX, amb la introducció de la màquina d'escriure i les primeres copiadores.
L'estilogràfica i en menor mesura el llapis, van reemplaçar l'ús relativament complicat del portaploma, el tipus inicial de ploma sense dipòsit de tinta que havia de ser mullat al tinter. Per bé que fins a la primeria dels anys 1960, el portaploma restava molt utilitzada a les escoles catalanes.
Les plomes estilogràfiques són considerades per molts escriptors com les millors eines per escriure o dibuixar amb tinta. Però, són més cares generalment, més difícils de mantenir i més fràgils que els bolígrafs. A més, no es poden utilitzar amb tintes basades en olis o sòlides. Les estilogràfiques requereixen menys pressió manual en escriure que els bolígrafs. Això permet sessions d'escriptura de més durada i més còmodes, a més de menor fatiga física. Ultra això, les tintes disposen d'un assortiment de colors més ampli que les que existeixen per als bolígrafs. La tria de l'eina és una qüestió de gust i de personalitat.
Segons l'escriptora Maria Mercè Roca i Perich escriure avui dia amb ploma és un senyal de singularitat, com portar una agenda de paper. En el camp de la història, moltes estilogràfiques, es van fer servir ben poc, però només per a signar tractats o altres documents importants, com ara la amb la qual Artur Mas va signar el decret de convocatòria de la consulta sobre la independència del 9 de novembre que es conserva al Museu d'Història de Catalunya, tot i que altres decrets va signar amb un boli bic cristal més «proletari». En el camp de la historieta, la ploma ha estat també un dels materials de treball més importants. Es caracteritza per la seva línia precisa enfront de la «frescor i moviment que té el traç de pinzell». La juxtaposició regular de línies més o menys properes permet crear la il·lusió de tonalitat. De la primeria del segle XXI ençà, l'estilogràfica viu un cert renaixement. Si per a la gran majoria dels comunicacions ràpids o funcionals, es va reemplaçar pel bolígraf i el teclat, la mà queda el «terminal del cervell», més eficaç quan el contingut i la qualitat són importants.
Del 2005 ençà, l'associació Amics de l'Estilogràfica organitza cada any la Fira de l'Estilogràfica a Barcelona.

## El tremp o plomí

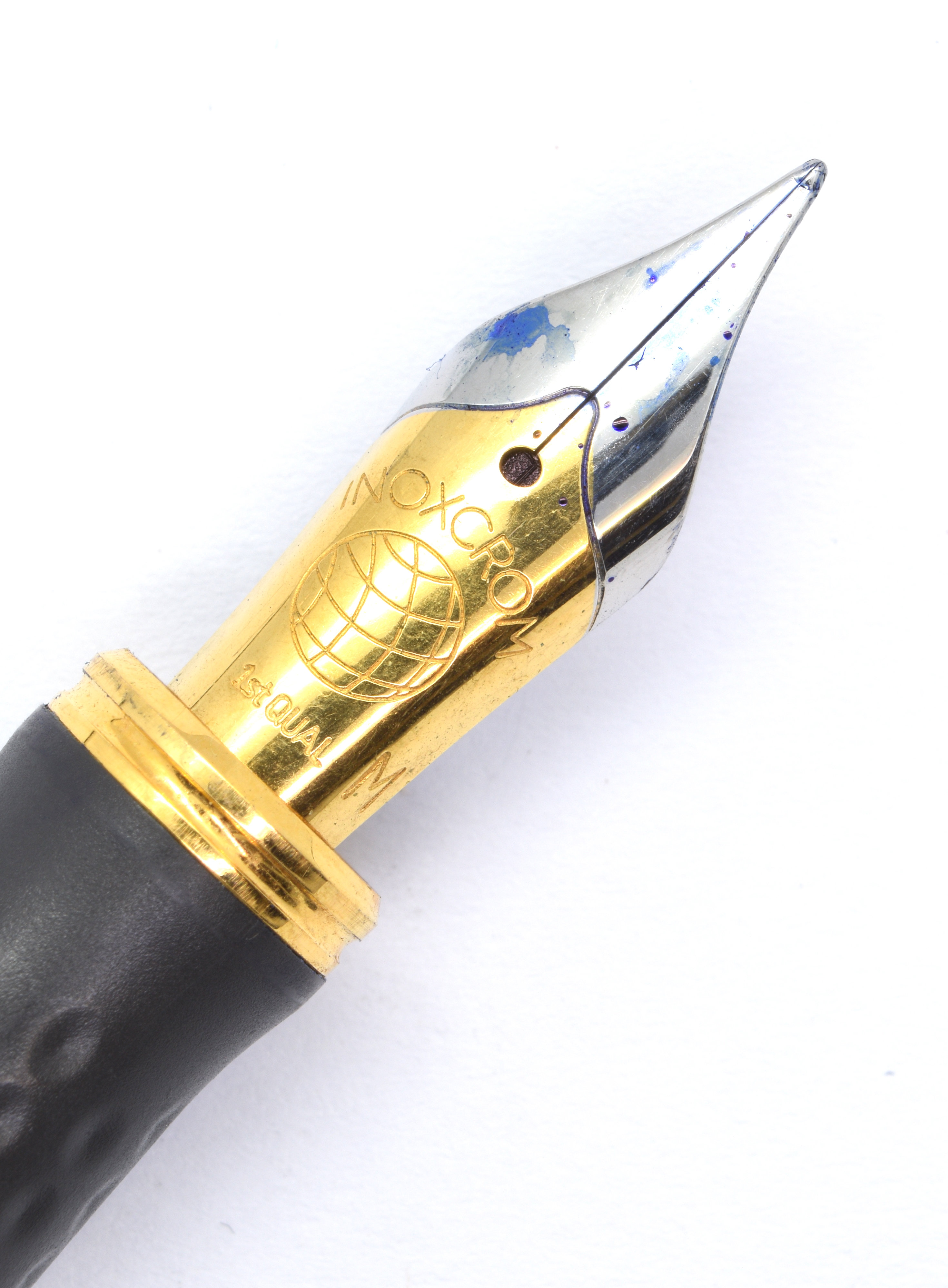
Plomí o tremp d'una estilogràfica Inoxcrom.

El tremp o plomí d'una ploma estilogràfica està fet generalment d'acer inoxidable o or. Els d'or estan banyats en un aliatge que sol ser d'un metall del grup del platí. Aquest material sovint s'anomena iridi , encara que rarament s'utilitza aquest metall en els aliatges. El plomí d'acer té una cobertura més resistent, ja que el punt del plumí es desgasta més ràpidament per l'abrasió del paper.
Al centre del tremp hi ha un foradí, anomenat «respirador», que permet el bescanvi d'aire per tinta en el dipòsit. El tremp acaba en un punt on la tinta és transferida al paper. Les plomes amples de cal·ligrafia poden tenir diverses esquerdes per a ajudar a distribuir la tinta per tota la vora.
El plomí acostuma a ser acabat en un punt rodó de diverses mides (fi, mitjà, ample), encara que també hi ha altres formes, com oblic, oblic revers, itàlic, etc. Encara que l'ample de l'escriptura depèn de molts factors (tipus de paper, pressió, densitat de la tinta ...) pot ser referent una relació com aquesta:
EF - 0,6 mm - Extrafí

F - 0,8 mm - Fi

M - 1,0 mm - Mitjà

B - 1,2 mm - Gruixut
Les estilogràfiques de la primera meitat del segle XX solien tenir un plomí flexible, que satisfeia els estils cal·ligràfics de l'època. A partir de la dècada del 1940, les preferències canviar cap plomes més dures que permetien de suportar la pressió en escriure en papers de carbó per a realitzar duplicats. Com assenyala Enrique Lipszyc, amb aquesta el dibuixant pot obtenir «un traç fi i delicat, que permet bells efectes decoratius. Té el desavantatge de no permetre moviments ràpids de traç i cal conduir-lo molt suau i lentament.»

## Mecanismes d'ompliment
Les primeres plomes estilogràfiques s'omplien amb comptagotes: la ploma era essencialment un dipòsit buit que s'omplia amb el comptagotes. El procés era relativament maldestre i brut, encara que l'absència de mecanismes complicats significava que la ploma podia contenir més tinta per una mida semblant.
Després dels emplenats per comptagotes va venir la primera generació d'emplenament per buit, que usaven un dipòsit de goma per guardar la tinta. Per diferents mecanismes, el dipòsit era comprimit i després s'alliberava per absorbir la tinta des d'un tinter.
El sistema Crescent de Conklin va ser un dels primers sistemes d'autoemplenament reeixits. Posteriorment van aparèixer els sistemes d'ompliment Snorkel i el touchdown de Sheaffer. Amb la introducció del cartutx de tinta per Waterman-Jif aquests sistemes van caure en desús. Actualment la majoria de les estilogràfiques usen cartutxos o el sistema d'ompliment de pistó, encara que les primeres es poden convertir en una de pistó amb un convertidor. El sistema de pistó va ser creat per Pelikan el 1929, amb una idea simple: el pistó era accionat baixant i expulsant l'aire, i en pujar absorbia la tinta.
La majoria de les marques de plomes estilogràfiques europees i algunes altres dels altres continents usen cartutxos dits internacionals (o cartutxos europeus, estàndards o universals), en mides curt o llarg, o ambdós. Aquests cartutxos intercanviables són de plàstic i tancats, que en inserir-los en la ploma trenca un petit segell per on sortirà la tinta.
El cartutx curt mesura 38 mm i té una capacitat de 0,75 mil·límetres. El llarg mesura 72 mm amb una capacitat d'1,45 mil·límetres. Aquests són dades aproximades, ja que encara que es diuen cartutxos estàndard, no ho són pas ben bé, encara que els fabricants solen complir les mateixes dimensions. Algunes estilogràfiques només admeten els cartutxos curts. En les estilogràfiques llargues generalment és possible d'utilitzar un cartutx curt i tenir-ne un altre de reserva en el mateix cos de la ploma.